# Крук пустельний
Крук пустельний (Corvus ruficollis) — вид горобцеподібних птахів роду крук (Corvus) родини воронових (Corvidae).

## Поширення
Вид зустрічається в аридних районах на Близькому Сході, у Середній Азії, Аравії, у Західній та Північній Африці.

## Опис
Вид дрібніший за звичайного крука. Тіло сягає до 52-56 см завдовжки, вага — 0,58 кг. Пір'я чорного забарвлення з сталевим відблиском та шоколадно-коричневим відтінком голови, шиї та спини.

## Спосіб життя
Мешкає у пустелях, степах, солончаках, серед скель.

### Живлення
Живиться на землі. В раціон входять жуки, ящірки, гризуни, насіння, ласує трупами великих тварин.

### Розмноження

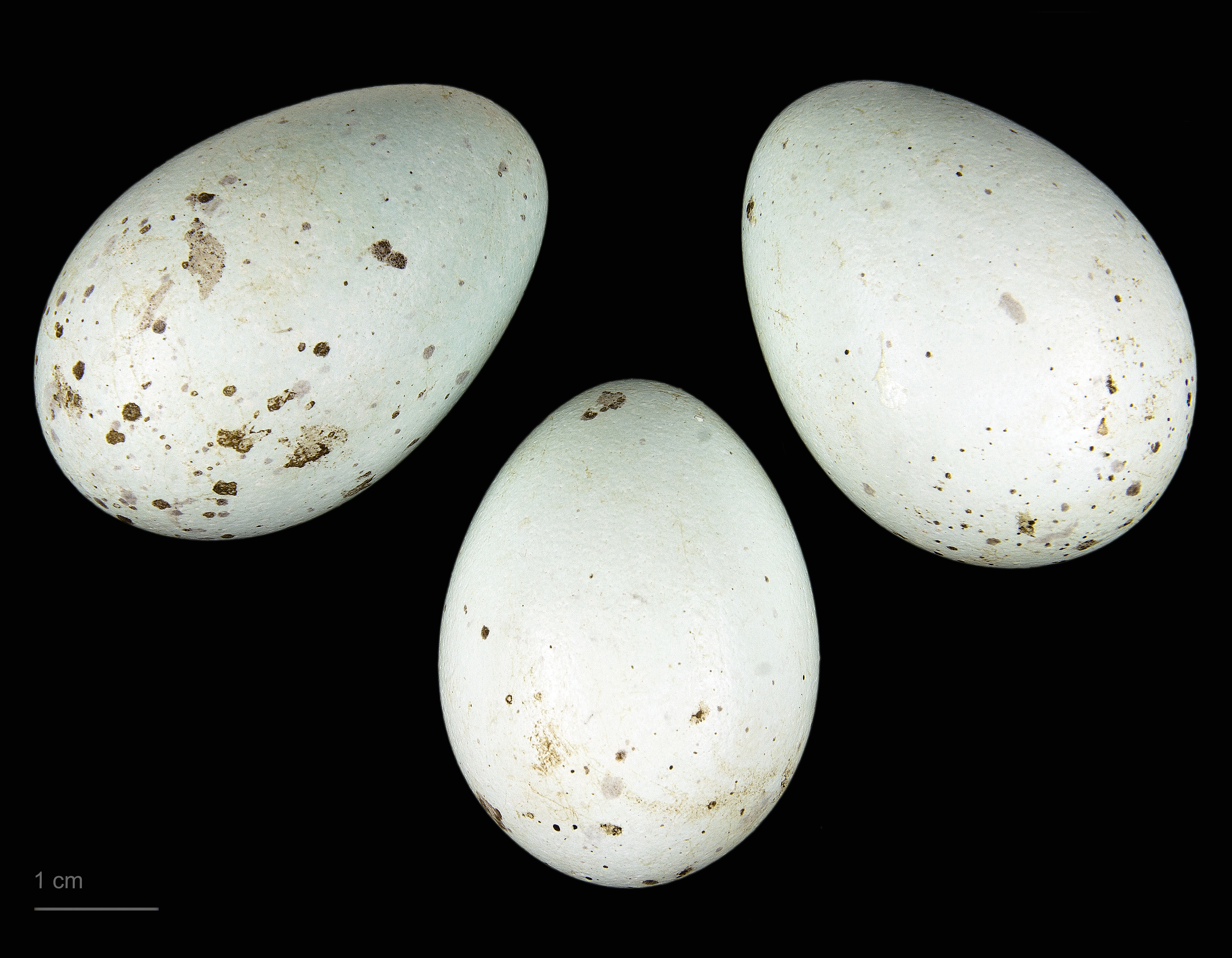
яйце Corvus ruficollis - Тулузький музей

Гніздиться на деревах, виступах скель, руїнах будівель, електричних стовпах. Гніздо має вигляд неохайного кошика. Яйця відкладають у квітні-травні, у кладці 4-7 яєць.